# Irrawaddy
Irrawaddy (burmanski: Ayeyarwady) je najveća rijeka u Mjanmaru (bivša Burma) duga 2 170 km.
Kako Irrawaddy u cijelosti protječe kroz Mjanmar, i to točno po sredini zemlje, njegova dolina je oduvijek bila ekonomsko i kulturno srce te zemlje.
Pretpostavlja se da ime rijeke potječe iz sanskrtske riječi airāvatī, koja znači Slonovska rijeka.

## Zemljopisne karakteristike
Irrawaddy se stvara spojem rijeka Nmai i Mali u mjanmarskoj saveznoj državi - Kachin, one obje izviru ispod glečera na sjeveru zemlje, na granici s kineskim Tibetom. Od svog stvaranja Irrawaddy teče gotovo pravilno u smjeru juga do svog ušća u Andamansko more.
Oko 50 km nizvodno leži grad Myitkyina, najsjevernija točka, do koje je za najvišeg vodostaja moguće doploviti Irrawaddyjem, inače se rijekom u svako doba godine da ploviti do grada Bhamo koji leži 240 km nizvodno od izvora. Tu je rijeka široka od 400 do 800 m. - što ovisi o dobu, ali je dubok do 9 m.
Između gradova Myitkyina i Mandalaya, rijeka se probija kroz tri barijere -uskim kanjonima. Na prvu barijeru nailazi 65 km nizvodno od Myitkyina. Ispod grada Bhamo rijeka nailazi na svoju drugu barijeru, pa naglo zavija prema zapadu i probija se kroz vapnjenjačke stijene kanjonom širine 90 m između okomitih litica visokih 60 do 90 m. Oko 100 km uzvodno od Mandalaya, kod mjesta Mogok, rijeka nailazi na treću barijeru.
Nakon što prođe uske kanjone kod mjesta Kyaukmyaung - rijeka ulazi u široku aluvijalnu ravnicu gdje počinje meandrirati u pravcu juga.
Kod Mandalaya rijeka prima svoju lijevu pritoku Taping koja ga naglo usmjerava prema zapadu, ubrzo nakon tog s lijeve strane prima najveću pritoku Chindwin, koja ga ponovno usmjerava prema jugu. Tako da od tog ušća Irrawaddy nastavlja meandrirati kroz gusto naseljenu dolinu prema jugu.
Delta Iravadija počinje se stvarati oko 93 km iznad grada Hinthada (290 km od ušća u Andamansko more). Ona je stisnuta između Planina Pegu na istoku i Gorja Arakan na zapadu. Najzapadniji rukavac delte je Pathein, dok je najistočniji Yangon, na čijoj lijevoj obali leži najveći grad Mjanmara - Yangon (bivši Rangoon). Kako je rukavac Yangon relativno malen, protok vode je nedovoljan da spriječi zasipavanje dna, pa je zbog luke u Yangonu potrebno stalno jaružanje dna.
Zbog velikih količina taloga kojeg donosi rijeka - delta se svake godine širi po 50 m u Andamansko more.
Količina voda Iravadija jako varira tijekom godine, najveći je od svibnja do listopada kad počinje sezona monsunskih kiša, i kad se tope snijegovi i glečeri na dalekom Tibetu. Tako da
protok kod delte varira od niskog 2 300 do visokog 32 600 m3/s, pa je prosječni 13 000 m3/s. Najniži vodostaj rijeke je u veljači, a najviši u kolovozu, tako da visina rijeke varira od 6 do 9 metara iznad najniže razine. Zbog tog sve luke na rijeci moraju imati po dvije vrsti dokova - jedne za niski, a druge za visoki vodostaj.
Irrawaddy ima sliv velik oko 411 000 km², koji se proteže kroz cijeli Mjanmar, od obronaka Tibeta do Andamanskog mora.

## Povezane stranice
- Popis najdužih rijeka na svijetu

## Vanjske poveznice
|  | Zajednički poslužitelj ima još gradiva o temi Irrawaddy |

- Irrawaddy River na portalu Encyclopædia Britannica (engl.)